# جرل (تگزاس)
جرل، تگزاس(به انگلیسی: Jarrell, Texas) شهری در ایالت تگزاس از ایالات جنوبی ایالات متحده آمریکا است.